# アデラ・パンクハースト
アデラ・ウォルシュ（旧姓パンクハースト、Adela Constantia Mary Walsh、1885年6月19日 - 1961年5月23日）は、イギリスの女性参政権活動家（サフラジェット）。女性参政権運動（サフラジェット運動）における中心的人物として活動したエメリン・パンクハーストの娘として生まれ、女性社会政治同盟（WSPU）の結成後、母や姉たちとともに活動に身を投じた。のちにWSPUと袂を分かち、1914年にオーストラリアへ移住してからも政治活動を続け、夫のトム・ウォルシュとともにオーストラリア共産党とオーストラリア第一運動の共同創設者となった。

## 幼少期
アデラ・パンクハーストは1885年6月19日、イギリスのマンチェスター（当時はランカシャーに含まれていた）で生まれた。父リチャード・パンクハーストは社会主義者で国会議員候補、母エメリン・パンクハーストと姉のクリスタベル、シルビアはサフラジェット運動の指導者だった。母親はマン島の系統である。アデラは、ウォリックシャーにある女子校・スタッドリー園芸学校とManchester High School for Girlsに通った。

## イギリス時代
10代のころから、アデラは母親と姉たちが設立したWSPUの活動に参加していた。1909年11月には、ダンディーの選挙区で行われたウィンストン・チャーチルの演説を妨害するデモに参加した。アデラは、彼女を建物から追い出そうとした警官を平手打ちして、ヘレン・アーチデール、キャサリン・コルベット、モード・ヨアヒムとともに逮捕された。逮捕された彼女はハンガー・ストライキを行ったが、刑務所長と医者が「心臓の動きが激しく不自然」と判断したため、強制摂食は行われなかった。

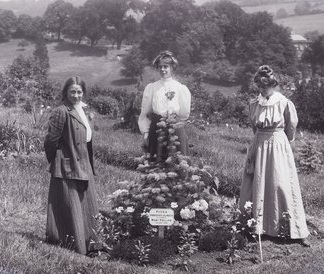
サフラジェットのアデラとジェシー・ケニー、アニー・ケニー（1910年、イーグル・ハウス）

サマセットのバース近郊にあるイーグル・ハウスは、刑務所から出所したサフラジェットたちの重要な避難場所となっていた。メアリー・ブラスウェイトの両親は、1909年4月から1911年7月にかけて、アデラの母エメリンや姉のクリスタベル、アニー・ケニー、シャルロット・デパール、ミリセント・フォーセット、リットン夫人らサフラジェットたちの功績を称え、そこに植樹を行った。これらの木は、アニー・ケニーにちなんで「アニーの樹木園」と呼ばれるようになった。また、敷地内には「パンクハースト池」もあった。
アデラは1909年と1910年にイーグル・ハウスへ招かれた。彼女は1910年7月3日にヒマラヤスギを植えた。リンレイ・ブラズウェイト大佐（メアリー・ブラズウェイトの父）により記念碑が作られ、彼女の写真が改めて刻まれた。
母エメリンのお気に入りはクリスタベルで、二人は女性社会政治同盟（WSPU）の実権を握っていた。二人は中流階級の女性たちにも参政権を与えようとして、そのためには過激な行動も辞さず、シルビアやアデラなど主要なメンバーや支持者の多くと決別した。シルビアは追放され、イースト・ロンドンで独自の分派を立ち上げた。クリスタベルはシルビアに対して、「あなたが100倍になってもかまわないが、アデラは1人では多すぎる」と言ったと伝えられている。WSPUを脱退したアデラには、20ポンドとオーストラリア行きの切符、そしてヴィダ・ゴールドスタインを紹介する手紙が渡された。

## オーストラリア時代
アデラは家族との離別や度重なる投獄を経て、1914年にオーストラリアへ移住した。アデラはその豊富な活動経験をヴィダ・ゴールドスタインに買われて、第一次世界大戦中のメルボルンで女性平和軍（Women's Peace Army）のオーガナイザーとして活動するようになった。アデラは著書『Put Up the Sword』をはじめ、多くの反戦パンフレットを書き、市民集会で演説し、戦争と徴兵制に反対する演説を行った。1915年、女性平和軍のセシリア・ジョンと一緒にオーストラリアを回り、女性平和軍の支部を設立した。1916年にはニュージーランドを回り、多くの観衆を前に演説した。再びニューサウスウェールズとクイーンズランドも回って、軍国主義に反対するフェミニストの重要性を説いた。1917年8月、パンクハーストはメルボルンで食料価格の上昇に反対するデモ行進中に逮捕された。このデモは、当時としては珍しく女性が主導した一連の暴力的なデモの一部であった。彼女の釈放を求めるオーストラリア首相への請願書に署名した5000人以上の中には、同じくメルボルンにいたイギリス出身のサフラジェット、ルイ（ルイザ）・カレンも含まれていた。1917年9月、アデラはオーストラレーシア船員組合のトム・ウォルシュと結婚し、子をもうけた。
1920年、アデラはオーストラリア共産党の創設メンバーとなったが、後に除名された。
彼女は共産主義に幻滅し、1927年に反共主義のAustralian Women's Guild of Empireを設立した。1941年には、極右の民族主義運動であるオーストラリア第一運動（Australia First Movement）の創設メンバーの一人となる。1939年に来日したアデラは、対日講和を主張したため、1942年3月に逮捕、抑留された。10月には釈放されている。
夫のトム・ウォルシュは1943年に死去した。その後、アデラは公の場から身を引いた。1960年、ローマ・カトリックに改宗してから間もない1961年5月23日に死去し、カトリックの儀式に則って埋葬された。

## 追贈
2018年にロンドンのパーラメント・スクエアに設置されたミリセント・フォーセット像の台座には、アデラの名前と肖像（および他の58人の女性参政権支持者の名前）が刻まれている。
キャンベラ郊外のギルモアにあるパンクハースト・クレセントは、彼女にちなんで名づけられた。